# Pythagoreion
Il Pythagoreion è un antico porto fortificato che si trova sull'isola di Samo, in Grecia.
Nell'antichità era conosciuto come Tigani (in greco significa 'padella'), successivamente nel 1955 prese il nome del famoso matematico nativo proprio dell'isola di Samo..

## Tunnel di Eupalino
Il sito conserva i resti di numerose strutture di epoca greca e romana, fra cui un notevole antico acquedotto di epoca greca, l'acquedotto di Eupalino progettato dall'architetto Eupalino di Megara. I resti sono stati inseriti nel 1992 nell'elenco dei Patrimoni dell'umanità dell'UNESCO, insieme al vicino Heraion di Samo.